# Ademar de Barros
Ademar Pereira de Barros GCIH (Piracicaba, 22 de abril de 1901 – Paris, 12 de março de 1969) foi um aviador, médico, empresário e influente político brasileiro entre as décadas de 1930 e 1960.
Pertencente a uma família de tradicionais cafeicultores de São Manuel, no interior do estado de São Paulo, foi prefeito da cidade de São Paulo (1957–1961), interventor federal (1938–1941) e duas vezes governador de São Paulo (1947–1951 e 1963–1966). Seus seguidores, até hoje existentes, são chamados de "ademaristas". Concorreu à presidência da república do Brasil em 1955 e em 1960, conquistando, nas duas eleições, o terceiro lugar.

## Formação acadêmica e a Revolução de 1932

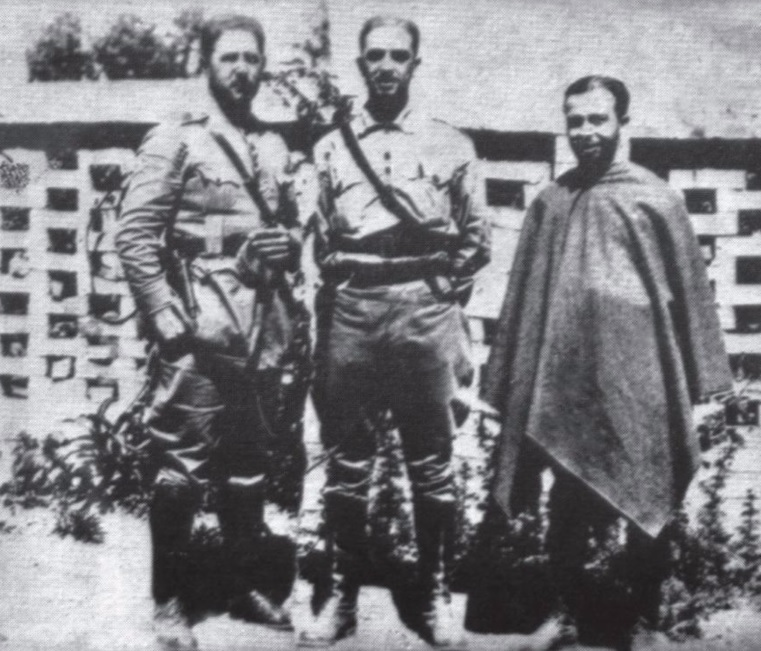
À esquerda Ademar de Barros na Revolução de 1932.

Formou-se em medicina em 1923 pela Escola Nacional de Medicina, (atualmente pertencente à Universidade Federal do Rio de Janeiro). Fez especialização no Instituto Oswaldo Cruz. Estudou nos Estados Unidos e fez residência médica em várias cidades europeias, onde se tornou aviador, retornando ao Brasil em 1926. Poliglota, Ademar era fluente em alemão, francês, inglês e espanhol.
Em 6 de abril de 1927 casou-se com Leonor Mendes de Barros, com quem teve quatro filhos: Maria Helena Pereira de Barros Saad, Ademar de Barros Filho (o Ademarzinho), Maria Pereira de Barros (a Mariazinha) e Antônio Pereira de Barros (já falecido).
Clinicou até 1932, quando se engajou nas fileiras da Revolução Constitucionalista de 1932, como o fizeram também grande parte dos jovens paulistas de sua época. Com a derrota do movimento constitucionalista, exilou-se no Paraguai, onde se alistou como médico na Guerra do Chaco, e na Argentina. Nos seus governos sempre procurou beneficiar os ex-combatentes de 1932 com pensões e homenagens, tendo, em 1947, iniciado a construção do Monumento do Soldado Constitucionalista, em São Paulo.
Sobre o movimento de 1932, Ademar discursou, em Santos, em 1934:
| “ | São Paulo levantou-se em armas em 9 de julho de 1932 para livrar o Brasil de um governo que se apossaria de sua direção por efeito de uma revolução… e se perpetuava indefinidamente no poder, esmagando os direitos de um povo livre.. e que trazia o sempre glorioso São Paulo debaixo de das botas e o chicote do senhor! | ” |

Guilherme Figueiredo, filho do então Coronel Euclides Figueiredo, que atuou no comando do Exército Constitucionalista, afirmou em uma entrevista, em 1977, que Ademar de Barros já era próximo de Getúlio Vargas e de Filinto Muller desde aquela época e também atuava como agente do governo federal, servindo como informante. Ele cita, como prova, a carta do Coronel Benjamin Ribeiro da Costa para o Coronel Palimércio de Rezende, datada de dezembro de 1932, quando este estava no exílio na Argentina junto aos demais líderes do levante, incluindo o Coronel Figueiredo. O conteúdo da carta era a respeito de informações coletadas por Ribeiro da Costa para elaboração de um plano para novo levante contra o regime Vargas. Ademar de Barros, na qualidade de mensageiro único, teria sido o responsável pela entrega de uma cópia dessa correspondência a polícia de Vargas. Esse fato foi descoberto somente anos depois pelo jornalista e historiador Hélio Silva, autor de 1932: a guerra paulista, que estava a pesquisar para o seu livro e descobriu a referida carta nos arquivos de Getúlio Vargas.

## Vida pública

### Primeiros passos
Foi lançado na política partidária por um tio, que fora senador estadual na República Velha, José Augusto Pereira de Resende,  chefe político do Partido Republicano Paulista (PRP) da região de Botucatu.
Em 1934 elegeu-se deputado estadual constituinte pelo PRP, fazendo forte oposição ao governador Armando de Sales Oliveira, denunciando principalmente desmandos na administração do Instituto Butantã na gestão daquele governador. A nova constituição de São Paulo foi promulgada em 9 de julho de 1935.
Como deputado estadual defendeu a cultura do café, apoiou o candidato José Américo de Almeida, que disputava contra Armando de Sales Oliveira, a presidência da república, nas eleições que deveriam ocorrer em janeiro de 1938. Defendeu presos políticos, entre eles Caio Prado Júnior, e fez oposição ao governo federal de Getúlio Vargas.
Foi deputado estadual até 10 de novembro de 1937, quando Getúlio deu o golpe do Estado Novo e fechou todas as casas legislativas do Brasil.

### Interventor federal (1938–1941)
Durante o Estado Novo foi nomeado interventor federal no estado de São Paulo pelo então presidente Getúlio Vargas, recomendado por Benedito Valadares e Filinto Müller. Governou São Paulo, como interventor, de 27 de abril de 1938 a 4 de junho de 1941.
Getúlio, em 1950, narrou assim, para a Revista do Globo, a escolha de Ademar:
| “ | A escolha de Ademar de Barros para a interventoria em São Paulo foi uma prova de meu esforço de dar ao Brasil novos líderes. Ademar fora me apresentado não me recordo por quem (Benedito Valadares) e passara a visitar-me frequentemente no palácio, trazendo notícias de São Paulo. Ora vinha com uma novidade sobre a política ora com detalhes sobre o progresso da indústria no estado bandeirante. Com o tempo as visitas se tornaram mais repetidas de sorte que eu ficava ao par de tudo o que acontecia em São Paulo… (Em São Lourenço), convidei-o apenas para interventor e tracei-lhe as diretrizes que deveria tomar. Não o conhecia muito bem e, era necessário, portanto, fazer-lhe algumas observações. (O repórter pergunta se Ademar foi indicado por alguém): "Não, Mas eu suspeito que ele era protegido de Filinto (Müller)!". | ” |

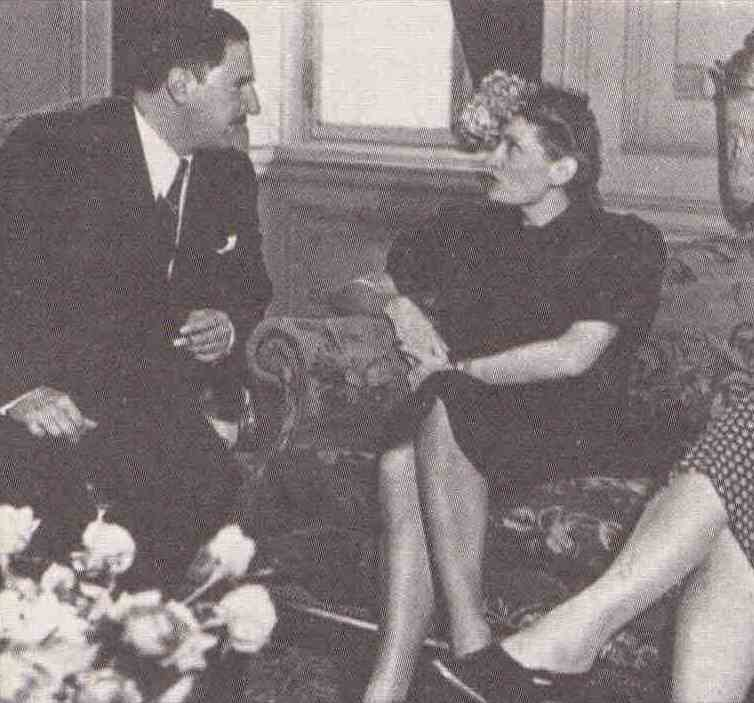
Edda Ciano Mussolini, filha do líder fascista Benito Mussolini, é recebida por Ademar de Barros durante a sua visita a São Paulo, em 1939.

Inaugurou, neste seu primeiro governo, as visitas frequentes às pequenas cidades do interior do estado, antes ignoradas pelos governadores. Foram 58 cidades do interior visitadas por Ademar somente nos dois primeiros anos da interventoria, inclusive visitando, em 1939, no extremo oeste do estado, em Andradina, o Rei do Gado, Antônio Joaquim de Moura Andrade.
Cabia a Ademar, como interventor, nomear todos os prefeitos do estado, através do "Departamento das Municipalidades" que prestava assessoria às prefeituras. Ademar preferiu nomear jovens técnicos para as prefeituras, demitindo todos os prefeitos do estado, logo que assumiu o governo, renovando, assim, o quadro político de São Paulo e preterindo os políticos do antigo PRP.
Iniciou, em 1939, a construção do Edifício Altino Arantes, sede do Banco do Estado de São Paulo, que foi inaugurado por Ademar em 1949, no seu segundo governo. Iniciou a construção do atual edifício-sede da Secretaria da Fazenda do Estado de São Paulo.
Criou e organizou em 5 de dezembro de 1938, pelo decreto estadual 9 789, a Casa de Detenção de São Paulo, extinguindo a Cadeia Pública e o Presídio Político da Capital. Este decreto previa a separação de réus primários dos presos reincidentes e a separação dos presos pela natureza do delito. Iniciou em 1940 a construção das atuais dependências da Academia de Polícia Militar do Barro Branco.
Iniciou, em 1939, as obras da Rodovia Anchieta, a primeira rodovia brasileira com túneis. Iniciou as obras da Rodovia Anhanguera em 1940. Ambas as rodovias seriam duplicadas no seu primeiro mandato como governador (1947–1951). Ampliou o Aeroporto de Congonhas. Iniciou a retificação do Rio Tietê. Iniciou a construção do Hospital das Clínicas da Universidade de São Paulo e do Hospital e Maternidade Leonor Mendes de Barros. Construiu no complexo do Hospital do Mandaqui, um hospital para portadores do pênfigo foliáceo, (fogo selvagem), doença que não recebia, na época, nenhuma assistência.

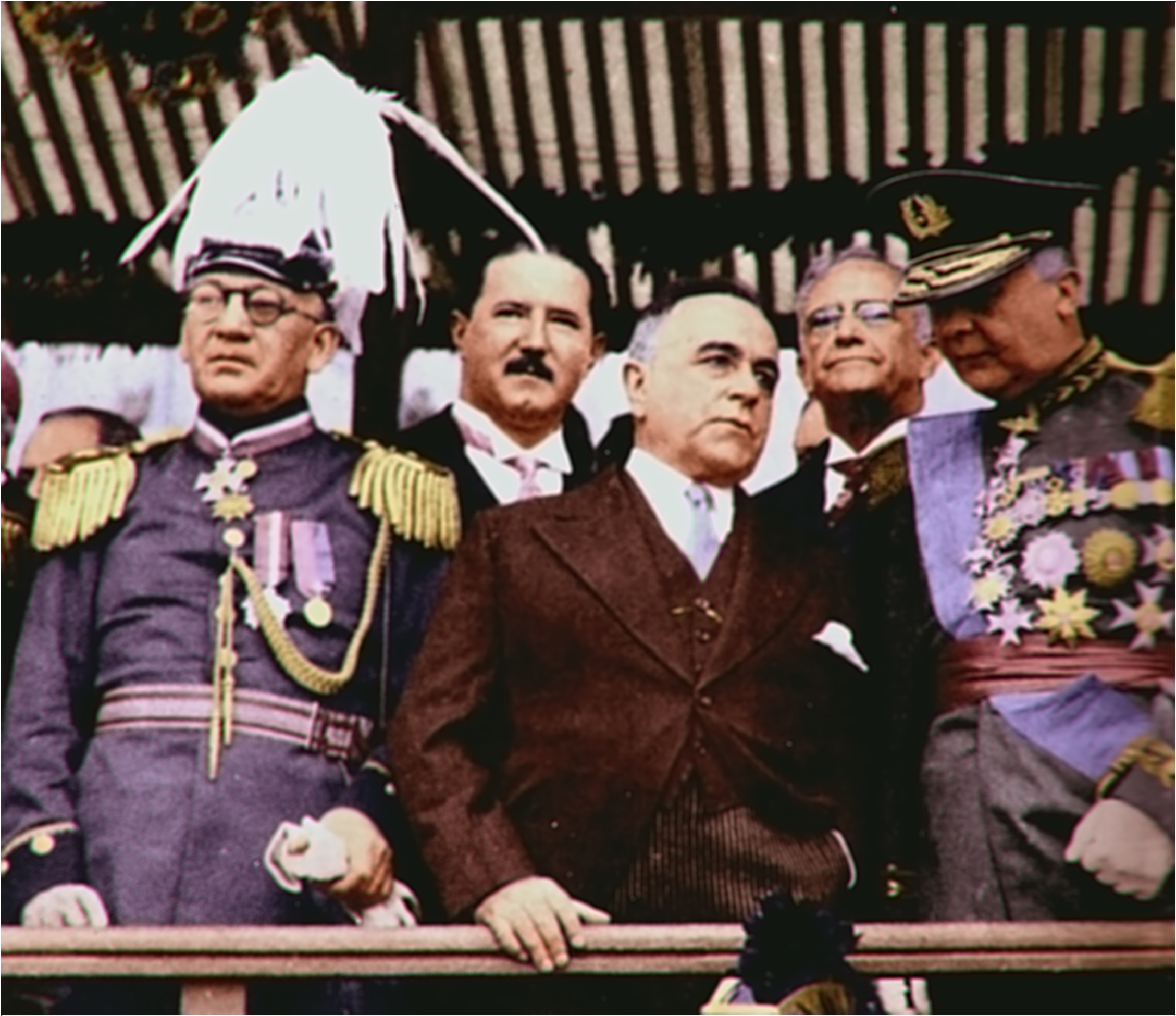
Aniversário dos 50 anos da Proclamação da República. Ademar aparece atrás do ombro direito de Getúlio Vargas.

Para dar impulso às grandes rodovias, reformou o DER, Departamento de Estradas de Rodagem, e criou, nele, um setor especializado nos grandes empreendimentos rodoviários, pelo decreto estadual número 10 235, de 30 de maio de 1939, a "Comissão Especial para Construção de Estradas de Rodagem de Alta Classe". No mesmo ano, instituiu ainda a Diretoria de Esportes do Estado de São Paulo, por meio do decreto número 10 409, de 4 de agosto, nomeando como seu primeiro diretor o então capitão Sylvio de Magalhães Padilha, atleta olímpico brasileiro que houvera sido o quinto colocado nos Jogos Olímpicos de Berlim, em 1936.
As escolas estaduais, mesmo as rurais, recebiam, no tempo da interventoria, material escolar para as crianças.
Iniciou a eletrificação da Estrada de Ferro Sorocabana e terminou a Estação Júlio Prestes daquela ferrovia. Iniciou o prolongamento da Estrada de Ferro Araraquara de Mirassol a Santa Fé do Sul, o que foi decisivo para o povoamento daquela região, a Alta Araraquarense, na década de 1940. O plano de Ademar era estender a Araraquarense até Cuiabá.
Construiu o Estádio do Pacaembu, em parceria com o então prefeito de São Paulo Prestes Maia, para ser utilizado na Copa do Mundo de 1942, a qual acabou não acontecendo devido à Segunda Guerra Mundial. Também, em parceria com Prestes Maia, realizou o Plano de Avenidas de São Paulo, inaugurando, em 1938, com a presença de Getúlio Vargas, o túnel da Avenida 9 de Julho, iniciado e praticamente concluído pelo predecessor de Prestes Maia, o prefeito Fábio da Silva Prado.
Construiu e entregou o primeiro autódromo brasileiro, Interlagos. Organizou o Instituto de Previdência do Estado de São Paulo.
Em 1940, confiscou o jornal O Estado de S. Paulo, pertencente à família Mesquita e ao seu desafeto político Armando de Salles Oliveira. O jornal só seria devolvido aos seus proprietários em 1945.
Foi acusado de corrupção, e, exonerado do cargo de interventor federal pelo presidente Getúlio Vargas, em 1941, mas conseguiu provar sua inocência no Tribunal de Contas do Estado de São Paulo, em 1946, no processo 001/1946.

### 1945–1951: o PSP e o primeiro mandato como governador

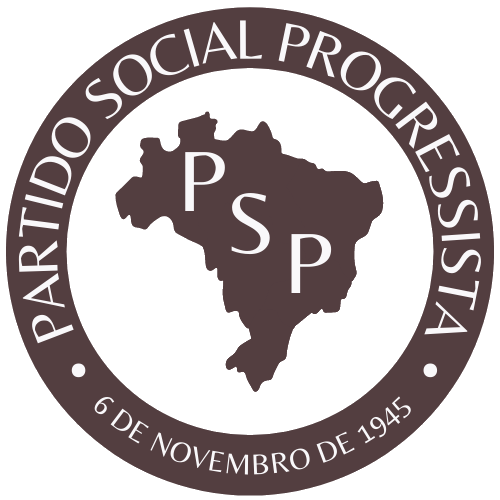
Símbolo do Partido Social Progressista, fundado e presidido por Ademar.

Em 1945 foi permitida novamente a existência de partidos políticos, os quais haviam sido extintos em 1937. Ademar se filiou à UDN e apoiou o brigadeiro Eduardo Gomes para presidente da república nas eleições de 2 de dezembro de 1945.
Ademar, porém, logo se afastou da UDN, e, em 1946, fundou o Partido Republicano Progressista (PRP), que pouco depois se fundiu com o Partido Popular Sindicalista que era liderado por Miguel Reale e José Adriano Marrey Júnior e o Partido Agrário Nacional liderado por Mário Rolim Teles, formando o Partido Social Progressista (PSP), que se tornou o maior partido político de São Paulo do período de 1947 a 1965, e o único partido político com diretórios em todos os municípios do estado de São Paulo.
Com o retorno de Armando Sales de Oliveira, do exílio, em 1945, Ademar tentou se reconciliar com ele, porém não conseguiu por recusa da família de Armando Sales.
Foi eleito governador em 19 de janeiro de 1947, derrotando Hugo Borghi, Mário Tavares e Antônio de Almeida Prado. Governou São Paulo de 14 de março de 1947 até 31 de janeiro de 1951. A Coligação PSP-PCB de Ademar obteve 393 mil votos. Hugo Borghi, do PTN, recebeu 340 mil votos, Mário Tavares, da coligação PSD-PR, obteve 289 mil votos e Antônio de Almeida Prado, da UDN, recebeu 93 mil votos. A coligação do PSP com o PCB causou protestos entre os membros da Igreja Católica paulista.
Neste período tiveram continuidade importantes obras iniciadas em sua época de interventor, como a construção da segunda pista da Rodovia Anhanguera e a segunda pista da Rodovia Anchieta, ambas pavimentadas e que se tornaram as duas primeiras rodovias brasileiras de pista dupla. As rodovias Anhanguera e Anchieta foram as primeiras rodovias brasileiras com duas faixas de rolamento de cada lado. Ademar seguiu uma tradição de antigos governantes paulistas, como Washington Luís, que dizia que "governar é abrir estradas".
A pavimentação de estradas, com asfalto e concreto, uma inovação na época, feita por Ademar, era malvista e criticada por muitos políticos, que a consideravam um processo muito caro. Muitos políticos da época entendiam que os recursos públicos estariam melhor empregados se fossem usados na construção de novas estradas de terra e na manutenção e conservação das estradas de terra já existentes.

Ademar de Barros em viagem pelo interior paulista, 1947.

Seu lema era "São Paulo não pode parar", que tempos depois seria reiterado por Paulo Maluf. Este lema tornou-se ideal da maioria dos políticos de São Paulo, a tal ponto que, em 1973, o então prefeito de São Paulo, e ex-secretário de obras de Ademar, José Carlos de Figueiredo Ferraz, foi exonerado pelo governador Laudo Natel por ter dito que São Paulo tinha que parar de crescer.
Neste seu segundo governo estadual, o prefeito da capital paulista era de livre nomeação do governador do estado, o que fez com que Ademar controlasse também a prefeitura de São Paulo. Em 1947, Ademar nomeou para a prefeitura de São Paulo, Paulo Lauro que foi o primeiro negro a ocupar o cargo de prefeito da capital paulista.
Criou o Plano Hidrelétrico de São Paulo, base da atual infraestrutura energética de São Paulo. Este plano foi convertido em lei, em 1955. Criou o Ceasa, Centrais de Abastecimento de São Paulo, para distribuição de alimentos no atacado, administrado atualmente pela Companhia de Entrepostos e Armazéns Gerais de São Paulo (CEAGESP).
Foi criada, depois de uma violenta greve nos transportes na capital, a Companhia Municipal de Transportes Coletivos (CMTC), empresa estatal de linhas de ônibus urbanos, em 1947.
Foi inaugurado o Museu de Arte de São Paulo (MASP) em 1948. Foi instalada em 1949, na capital paulista, a primeira linha de trólebus do Brasil. Foi inaugurada, em 1951, a rodovia Presidente Dutra, na época chamada de BR-2, rodovia duplicada apenas em um pequeno trecho de São Paulo até Guarulhos, obra iniciada por Ademar em 1947.
Além disso, foi durante sua gestão que foi construída uma passagem de nível no Vale do Anhangabaú, sob a Avenida São João, que ganhou o apelido popular de "Buraco do Ademar".
Investindo muito em sanatórios, Ademar torna Campos do Jordão um centro nacional de tratamento da tuberculose. A primeira-dama Leonor Mendes de Barros cria, em 1947, em Campos do Jordão, o Hospital "Bandeira Paulista contra a Tuberculose". Os sanatórios eram importantes naquela época porque não havia ainda a vacina BCG contra a tuberculose.
Ao assumir o governo, Ademar encontrou deficientes mentais misturados aos presos nas cadeias de São Paulo, e os transferiu para hospitais psiquiátricos. Somente no início de 1947, foram transferidos 947 doentes. Criou a FEBEM, Fundação para o Bem-Estar do Menor, e a Campanha do Agasalho e o "Natal das crianças pobres".
Agia, também, diretamente no plano social, como quando recebeu, no Palácio do Governo, segundo depoimento da senhora Irene Silveira, de Penápolis, ela e seu marido, que eram pais de uma menina que sofria de hidrocefalia e ordenou, pessoalmente, exames e tratamentos nos hospitais públicos. Também enviava, junto com a primeira-dama paulista Dona Leonor Mendes de Barros, cartas, agasalhos e presentes para os pacientes dos sanatórios que construiu.
Em 1947, Ademar terminou o balneário de águas terapêuticas de Ibirá, cujas obras, iniciadas por particulares, estavam paralisadas. Foram desapropriados imóveis e executados projetos para a construção da cidade universitária da USP. Criada a FAU da USP. Através da lei estadual número 161, de 24 de setembro de 1948, leva a USP para o interior de São Paulo, criando, entre outras, a Faculdade de Medicina de Ribeirão Preto, e a Escola de Engenharia de São Carlos, (por intermédio do deputado federal Miguel Petrilli, cuja base eleitoral era São Carlos), que deu origem do Pólo Tecnológico de São Carlos.
Oficializou o Palácio do Horto Florestal de São Paulo como residência de verão do governador do estado. Criou, em 1948, o salário-família para o funcionalismo público estadual. Iniciou a construção do Aeroporto de Viracopos que foi terminado no seu segundo mandato como governador.
Criou, em 10 de janeiro de 1948, a Polícia Rodoviária do Estado de São Paulo, pelo decreto estadual nº 17.868, composta inicialmente por 60 ex-pracinhas da Força Expedicionária Brasileira (FEB). A Polícia Rodoviária de São Paulo foi popularizada, na década de 1960, através do programa Vigilante Rodoviário da TV Tupi.
Criou, em 14 de dezembro de 1949, pelo decreto estadual número 19.008-A, a primeira Polícia Ambiental da América do Sul. Criou, em 16 de agosto de 1950, pelo Boletim Geral nº 182, a Delegacia da Polícia Militar, atual Corregedoria da Polícia Militar do Estado de São Paulo.
Acusado de corrupção na Estrada de Ferro Sorocabana e em obras viárias, por deputados estaduais, entre eles Caio Prado Júnior, do PCB, fez sua defesa, na Assembleia Legislativa de São Paulo, o seu secretário de viação e obras públicas, Caio Dias Baptista, em 19 de janeiro de 1948, o qual qualificou de caluniosas as acusações.
Em 1950, Ademar não se candidatou à presidência. E deu seu apoio, como governador, ao candidato Getúlio Vargas, constituindo uma aliança entre PTB e PSP que nomearia de "Frente Populista". O apoio de Ademar foi decisivo para a eleição direta de Getúlio à Presidência da República em 3 de outubro daquele ano. Getúlio teve, em São Paulo, 25% do total de seus votos. Ademar esperava que, em contrapartida, Getúlio o apoiasse nas eleições presidenciais de 1955.
Outro motivo de Ademar não se candidatar à presidência, em 1950, era que teria que deixar o governo de São Paulo com seu vice-governador e adversário político Luís Gonzaga Novelli Júnior, genro do presidente Eurico Dutra.
Ademar conseguiu eleger como seu sucessor, em 1950, o engenheiro Lucas Nogueira Garcez, que governou São Paulo de 1951 a 1955. Durante seu governo, Lucas Garcez rompeu politicamente com Ademar, não o apoiando na sua tentativa de voltar ao governo de São Paulo, nas eleições de 1954, as quais foram vencidas por Jânio Quadros.

### Derrotas sucessivas, prefeito do município de São Paulo
Em 1954, Ademar foi candidato derrotado ao governo do estado de São Paulo. Jânio Quadros foi o eleito, com dezoito mil votos a mais que Ademar.
Em 1955, candidatou-se à presidência da república pelo PSP, sendo novamente derrotado. O presidente da república Café Filho, que também era do PSP, não apoiou Ademar. Juscelino Kubitschek foi eleito presidente. O slogan da campanha de Ademar, em 1955, foi: "O Brasil precisa é de um gerente". Jânio Quadros apoiou e pediu votos para o candidato Juarez Távora.
Acusado de corrupção pelo "Caso dos Chevrolet" e o "Caso dos caminhões da Força Pública" (atual Polícia Militar), exilou-se, pela segunda vez, no Paraguai e na Bolívia. Inocentado pelo Tribunal de Justiça de São Paulo, voltou ao Brasil. O promotor público do "Caso dos caminhões da Força Pública" foi o jurista Hélio Bicudo.
Em 24 de março de 1957, Ademar foi eleito prefeito da cidade de São Paulo, derrotando Francisco Prestes Maia. Foi eleito para o mandato de 1957 a 1961, sucedendo ao prefeito Vladimir de Toledo Piza.
Governou o município de São Paulo de 8 de abril de 1957 até 7 de abril de 1961, em uma época que a cidade era chamada de "a cidade que mais cresce no mundo".
Encontrou a prefeitura de São Paulo com grande déficit orçamentário e excesso de funcionários. Ademar demitiu funcionários públicos e recuperou as finanças da prefeitura de São Paulo. Também foram destaques nesta gestão de Ademar na prefeitura de São Paulo:
1. O seu secretariado formado por nomes como Amador Aguiar, José Carlos de Figueiredo Ferraz e Goffredo da Silva Telles Júnior.
2. O plano tapa-buracos e a ampliação de avenidas.
3. A reforma da Biblioteca Municipal Mário de Andrade.
4. Construção do Balneário da Mooca, na época o maior balneário público das Américas.
5. A visita de Fidel Castro, em 1958, pedindo apoio à Revolução Cubana.
6. A inauguração da Ponte aérea Rio-São Paulo em 6 de julho de 1959.
7. A construção da Estação Rodoviária de São Paulo pelos empresários Carlos Caldeira Filho e Octávio Frias de Oliveira, inaugurada em 1961 e desativada em 1981.
8. Ademar tentou iniciar a construção de um Metrô na capital paulista, mas teve que desistir por falta de apoio dos governos estadual e federal.
9. A polêmica que se criou em torno da criação do município de Osasco.

Em um livro sobre turismo na cidade de São Paulo, Notícia de Turismo, de 1959, que tem a apresentação feita por Ademar, São Paulo é apresentada como "a cidade que mais cresce no mundo", "a cidade da moderna arquitetura", "a cidade das pontes e dos viadutos" e "a cidade do progresso".
Em 1958, afastou-se do cargo de prefeito e candidatou-se novamente ao governo do estado de São Paulo, sendo derrotado por Carvalho Pinto, que tinha o apoio de Jânio Quadros.
Em 1960, licenciou-se, novamente da prefeitura de São Paulo para concorrer novamente à presidência da república, quando foi novamente derrotado. Jânio Quadros foi o eleito. Intitulando sua postulação como "candidatura de protesto", obteve o terceiro lugar, com 20% dos votos válidos. E assim, definiu sua campanha à presidência da república, que disputou contra Jânio Quadros e o Marechal Henrique Teixeira Lott:
| “ | Eu protesto contra a deturpação do regime. Se não vamos entrar numa guerra, para que espada? Se não vamos fazer ditadura, mas democracia, para que precisamos do ódio, da vingança, das perseguições e do juízo final, a que se propõe o homem da vassoura? "Entre a Força do Mal e o Mal da Força", simbolizados na vassoura e na espada, eu sou o caminho. O caminho da Democracia, da Verdade e do Entendimento, simbolizado num "salva-vidas" que é o de que a Nação anda precisando neste caos em que se debate! | ” |

Em 1961, após a renúncia de Jânio Quadros à presidência da república, foi um dos poucos políticos a apoiar o movimento chamado "Campanha da Legalidade"  a favor da posse de João Goulart na presidência. Em 1962, concorreu ao governo do estado novamente e foi eleito.
A 19 de julho de 1962, foi agraciado com a Grã-Cruz da Ordem do Infante D. Henrique de Portugal.

### 1963–1966: o segundo mandato como governador

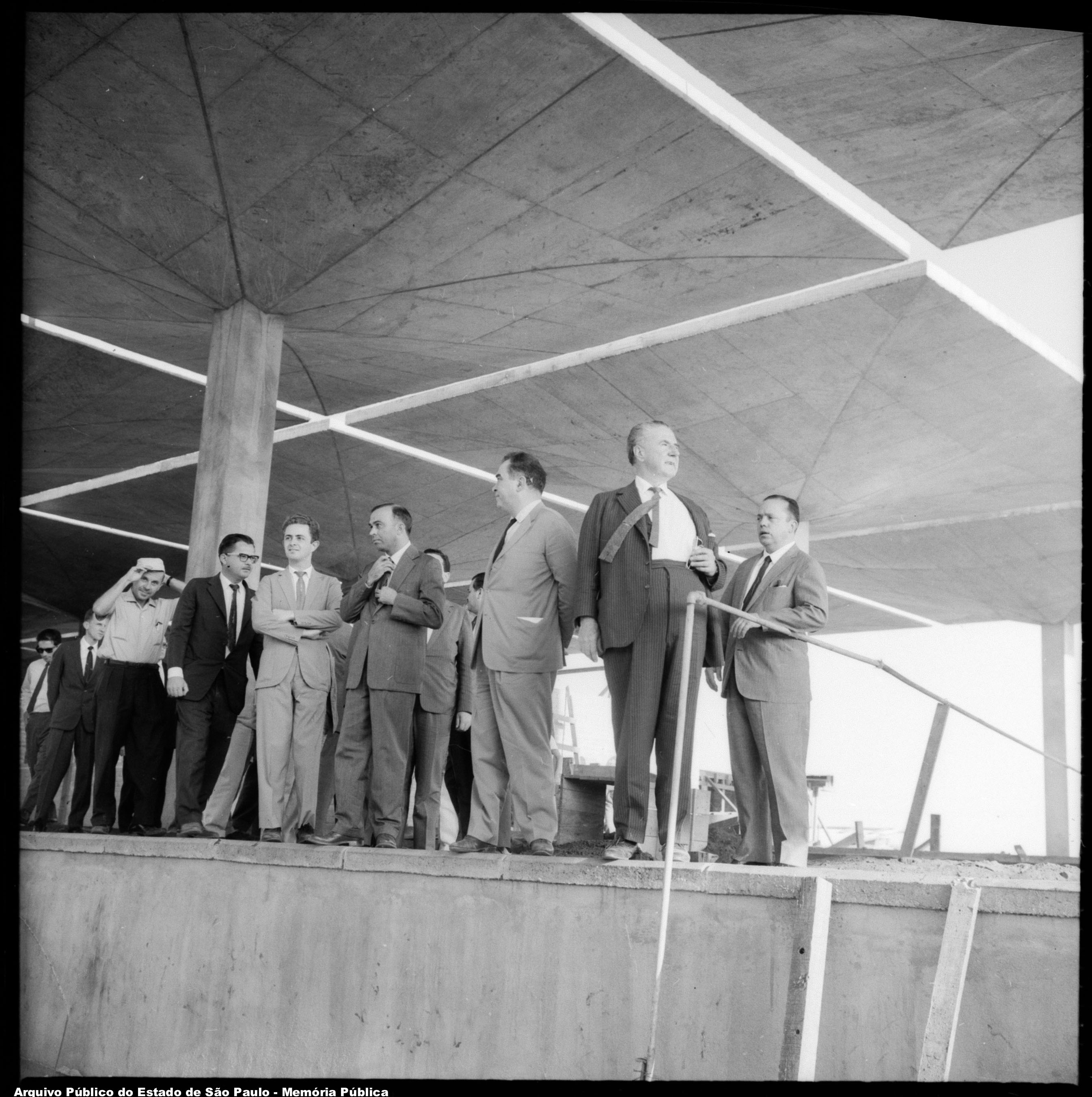
Vistoria às obras da Companhia Mogiana de Estradas de Ferro em Ribeirão Preto, 1964.

Foi eleito, em 1962, pela segunda vez, governador de São Paulo, derrotando Jânio Quadros, com vinte mil votos de diferença, os quais foram obtidos nas pequenas cidades do interior de São Paulo, que Jânio se recusou a visitar, alegando que não precisava de seus votos.
Sucedeu, em 31 de janeiro de 1963, o governador Carvalho Pinto, para governar até 31 de janeiro de 1967, porém governou somente até 6 de junho de 1966.
Ademar voltou a governar em parceria com Prestes Maia que novamente era prefeito de São Paulo (1961–1965). Prestes Maia fora prefeito de São Paulo quando Ademar era interventor no estado de São Paulo (1938–1941).
No início do governo, em 2 de abril de 1964, lançou a "Aliança Brasileira para o Progresso", visando a incentivar o desenvolvimento econômico através de planejamento e financiamento à ciência e à tecnologia.
Ademar recebeu o presidente Charles de Gaulle, em 1964, em sua visita ao Brasil, visita esta sugerida por Ademar quando este visitou De Gaulle, em 1961, em Paris.
No segundo mandato focou a construção de usinas hidrelétricas, sanatórios e hospitais, iniciando as seguintes obras e medidas administrativas:
- Projeto básico do Metrô de São Paulo, criação da comissão encarregada do projeto do Metrô e a liberação de recursos, em 12 de fevereiro de 1963, para o início das obras do Metrô. Ademar contou, no discurso de lançamento do Metrô paulistano, que desconsiderou os conselhos de seus assessores técnicos que não queriam que, em São Paulo, se construísse um Metrô por considerarem muito cara a sua construção.[8]
- Início da construção da maior usina hidrelétrica paulista: a Usina hidrelétrica de Ilha Solteira e a Usina hidrelétrica de Jupiá, em 1965.
- Elaboração dos planos de unificação das companhias hidrelétricas paulistas para a criação da CESP, o que foi implementado pelo seu sucessor, Laudo Natel.
- Criou a "Comissão para Obras Especiais", responsável pelos grandes empreendimentos rodoviários, a qual "apresentou estudos para uma nova autoestrada, a Rodovia dos Bandeirantes, entre São Paulo e Campinas, onde se entroncava com a Via Anhanguera, pouco adiante desta última cidade. Também uma autoestrada ligando São Paulo a Mogi das Cruzes, (a atual Rodovia Ayrton Senna), teve seus estudos iniciados nesse período".[9]
- Rodovia do Oeste, atual Rodovia Castelo Branco, obra considerada, na época, pelos seus adversários, como sendo "outra loucura do Ademar, cara e desnecessária", segundo o depoimento do engenheiro-chefe da obra, entre 1963 e 1971, Raul Renato Tucunduva Filho, que também informou que a Rodovia Castelo Branco foi, na sua época, a maior obra viária da América Latina, a primeira rodovia brasileira com três faixas de rolamento de cada lado e a primeira rodovia brasileira a usar faixas pintadas refletivas.
- A Faculdade de Medicina de Campinas, que daria origem à implantação da Unicamp nos governos seguintes de Laudo Natel e Abreu Sodré. Em 19 de março de 1964 foram doados ao estado de São Paulo 25 alqueires da Fazenda Santa Cândida, em Campinas, para formação do campus da Unicamp. Ademar nomeou, em 1965, a Comissão Organizadora da Unicamp presidida por Zeferino Vaz que foi o responsável pela implantação da Unicamp.
- Construção da residência oficial de inverno do governador, o Palácio Boa Vista, em Campos do Jordão. Esta obra fora iniciada na interventoria de Ademar em São Paulo (1938–1941).
- Construção do balneário de Águas de Santa Bárbara.
- Criação do Departamento Aeroviário do Estado de São Paulo para gerir os aeroportos estaduais.
- Criação das regiões administrativas do estado de São Paulo.
- Início da construção do Instituto do Coração de São Paulo.
- Transferência da sede do governo do estado de São Paulo do Palácio dos Campos Elísios para o Palácio dos Bandeirantes (que permanece como tal até hoje).
- Criação do Conselho Estadual de Educação, em 1963.
- Criação da Secretaria de Estado dos Negócios de Economia e Planejamento, em 1964. Ademar foi um dos pioneiros no Brasil em planejamento governamental. Cria, em 1963, a Secretaria de Transportes, e a organiza em 1966.
- Organizou, por meio da lei 8 092, de 28 de fevereiro de 1964, a divisão política e administrativa do estado em municípios e distritos. A lei, com algumas alterações, está em vigência até hoje.
- Elaborou um plano de desenvolvimento para São Paulo chamado "Plano de Desenvolvimento Integrado".
- Elaborou estudos sobre a reforma agrária paulista, concedeu financiamentos e títulos de propriedade para posseiros de terras devolutas.
- Criou em 1964 a Companhia de Telecomunicações do Estado de São Paulo (COTESP), para atender diversos municípios e regiões que não dispunham até aquela época de serviço telefônico.[10]

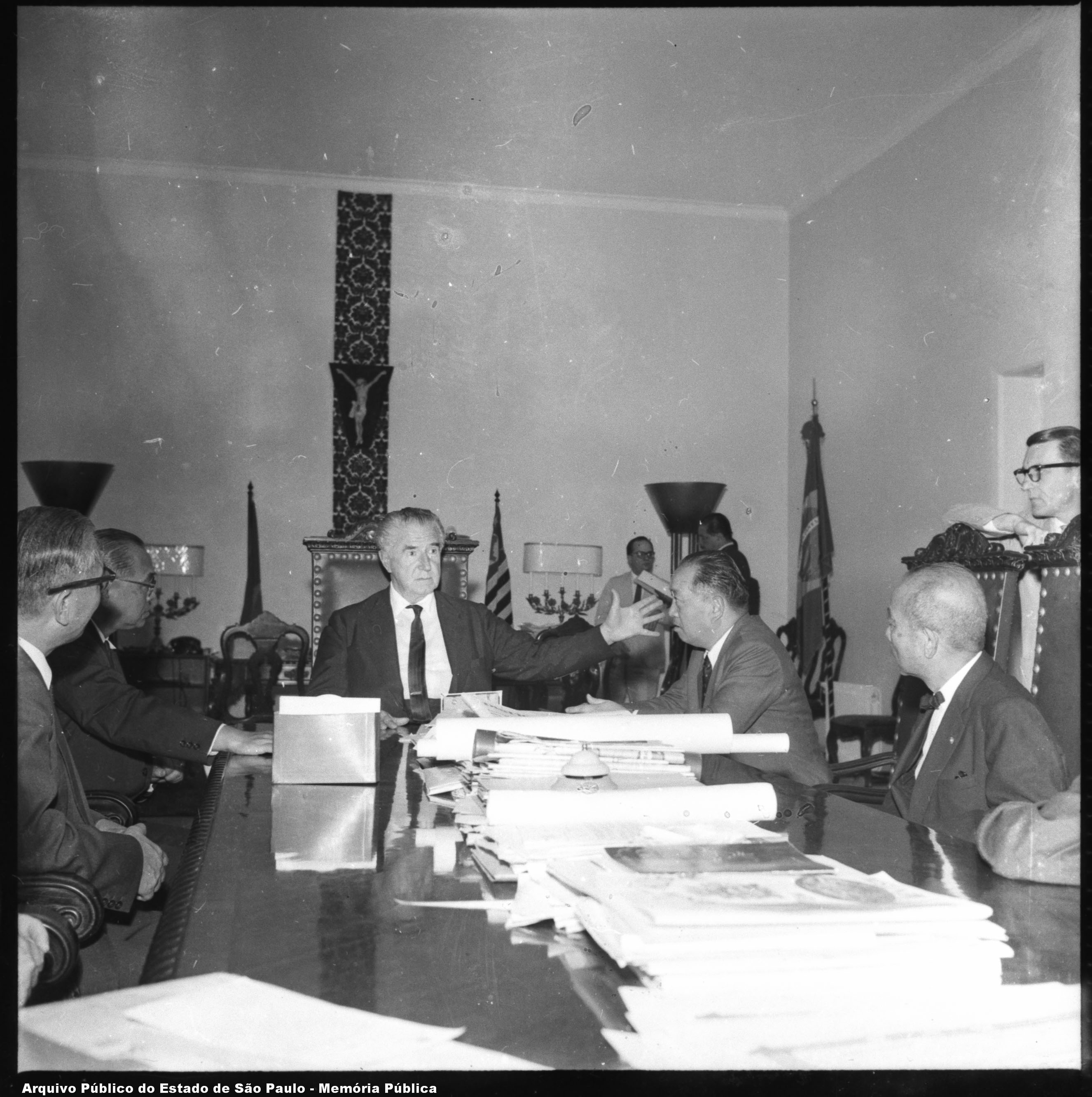
Ademar e secretários em seu gabinete.

Embora tendo apoiado a posse, em 1961, de João Goulart na presidência para que seu rival Jânio Quadros não voltasse ao poder, Ademar participou ativamente da conspiração que resultou no golpe militar de 1964 - defendeu um impeachment para João Goulart - liderando a Marcha da Família com Deus pela Liberdade, em São Paulo, em 19 de março de 1964.
Entretanto, isto que não impediu que, em 6 de junho de 1966, fosse afastado do cargo de governador, pelo presidente da república Castelo Branco, e tivesse seus direitos políticos cassados por dez anos, sob a acusação de corrupção, e tivesse confiscadas todas as suas condecorações.
O pretexto para a cassação do mandato de Ademar, que vinha fazendo oposição ao regime militar, foi a acusação que Ademar tinha feito nomeações de funcionários públicos em número excessivo. No dia 4 de junho, dois dias antes de ser cassado, Ademar publicou no Diário Oficial do Estado de São Paulo uma nota, garantido que as nomeações eram legais e uma necessidade administrativa. Foi substituído pelo vice-governador Laudo Natel que concluiu seu mandato e governou até 31 de janeiro de 1967.

### Último exílio e morte
Exilou-se, pela terceira vez em sua carreira política, em Paris, capital francesa, logo depois de ter sido o mandato de governador cassado, o qual foi seu terceiro mandato político a ser cassado.
Ademar foi operado, em janeiro de 1969, de hérnia e litíase. Em 7 de março, tentou se curar no santuário e gruta de Lourdes na França, onde se acredita haver águas milagrosas. Em Lourdes teve uma síncope. Faleceu, em Paris, em 12 de março de 1969, aos 68 anos, metade dos quais dedicados à vida pública.
Seu corpo foi transladado para o Brasil. Do Aeroporto de Viracopos, que ele construíra, até São Paulo, pela Via Anhanguera, que ele também construíra, houve um grande cortejo fúnebre que chegou a dez quilômetros de extensão. Foi enterrado no Cemitério da Consolação, na região central da capital paulista, em 16 de março, com grande presença de público. Foi executado o toque de silêncio para o veterano da Revolução de 1932.

## Homenagens
Recebeu uma condecoração póstuma, em 1982, pelo governo do estado de São Paulo, através do decreto número 18 732, de 23 de abril de 1982, pelo então governador Paulo Maluf, um ademarista, quando foi admitido no grau de Grã-Cruz, no Quadro Regular da Ordem do Ipiranga. A lei estadual número 2 457, de 1980, também da época de Paulo Maluf, dá o nome de Dr. Adhemar Pereira de Barros ao Hospital das Clínicas da Faculdade de Medicina da USP.
Foi homenageado, também, dando-se o seu nome à rodovia SP-340 (Rodovia Governador Doutor Adhemar de Barros), que liga Campinas a Águas da Prata, pela lei número 1 382, de 6 de setembro de 1977. Em 1978, na capital paulista, a Escola Municipal de 1º Grau do Jardim Ipê, tornou-se a "EMPG Prefeito Adhemar de Barros". A lei estadual número 4 369, de 9 de novembro de 1984, institui, no estado de São Paulo, a "Semana Doutor Adhemar de Barros", a ser comemorada, anualmente, de 22 a 28 de abril.
Os bairros paulistanos Cidade Ademar e Jardim Ademar de Barros; a rua Governador Adhemar Pereira de Barros (da cidade de Itapetininga - SP); a avenida Adhemar de Barros (na cidade de Salvador - BA); a Escola Municipal de Ensino Fundamental Prefeito Adhemar de Barros, no bairro do Campo Limpo; o Hospital das Clínicas da Faculdade de Medicina da Universidade de São Paulo; o Aeroporto Estadual Adhemar de Barros, em Presidente Prudente; o Estádio Adhemar de Barros, em Araçatuba; a avenida Adhemar de Barros no Guarujá/SP e a Rodovia Adhemar de Barros são nomeados em sua homenagem.
Em 2001, foi comemorado o centenário de nascimento de Ademar, tendo, sua família, doado seu arquivo particular ao Arquivo do Estado de São Paulo e lançado um site e um livro sobre sua vida e obra.
Um projeto de lei, do senador Henrique de La Rocque Almeida, de 1980, visando à anistia a Ademar, devolvendo-lhe suas condecorações, não prosperou, sendo arquivado em 1984.

## O estilo Ademar de governar
Construiu usinas hidrelétricas e muitas rodovias de grande porte, continuando a tradição do ex-presidente da república Washington Luís, do qual Ademar era admirador confesso. Ademar, em 27 de dezembro de 1938, declarou:
| “ | O programa rodoviário idealizado pelo ex-presidente Washington Luís será por mim integralmente realizado. Abrir estradas! Eis aí uma das acertadas soluções para o desenvolvimento econômico-financeiro do Estado. Convencido da oportunidade desta medida, estudei a realização de uma completa rede rodoviária, a unir todos os centros produtores, estes com as saídas naturais da riqueza estadual! | ” |

".
Por outro lado realizou também muitas obras e ações de caráter social, construindo escolas, bibliotecas no interior do estado, hospitais e sanatórios, afirmando, no seu manifesto de candidato à presidência em 1960, que:
| “ | "Por onde passar a energia elétrica, passarão o transporte, o médico e o livro" | ” |

Uma característica fundamental de Ademar era a ênfase no planejamento das ações de governo, no qual foi um dos pioneiros no Brasil.
O estilo político "tocador de obra" e seu visual característico: mangas de camisa arregaçadas e suspensórios, se opunha ao populismo conservador e moralizante de Jânio Quadros. Esse estilo "tocador de obra" retornaria posteriormente, nas gestões de outros governadores, como Paulo Maluf e Orestes Quércia que, em alguns casos, incorporaram partes desse figurino ademarista de tocar obras, arregaçar a camisa e amassar barro.
Ademar era capaz de grandes frases de efeito, e uma das suas frases mais conhecidas foi chamar, por ter grande concentração de comunistas, a atual Faculdade de Filosofia, Letras e Ciências Humanas da Universidade de São Paulo de "O abacaxi deixado pelo doutor Armando de Sales Oliveira".
Suas campanhas eleitorais eram bem elaboradas, sendo que Ademar e Hugo Borghi são considerados os pioneiros do marketing eleitoral no Brasil.
Um dos slogans de campanha eleitoral de Ademar de Barros, não assumido abertamente, era "Ademar rouba, mas faz", que, apesar de ser uma frase cunhada por seu adversário Paulo Duarte, acabou por ser o lema de sua campanha eleitoral para prefeito de São Paulo, em 1957, se promovendo em cima das inúmeras acusações de corrupção, na época chamadas de "negociatas".
Era acusado também de desvio de verbas públicas nos períodos em que era chefe do executivo paulista. E quanto a desvio de verbas, seus adversários diziam que existia a "Caixinha do Ademar" para financiar suas campanhas eleitorais. Em reposta à crítica, os ademaristas tinham um refrão muito popular, composto por Herivelto Martins e Benedito Lacerda:
| “ | Quem não conhece? Quem nunca ouviu falar? Na famosa 'caixinha' do Adhemar. Que deu livros, deu remédios, deu estradas. Caixinha abençoada!" | ” |

O mais comentado processo contra Ademar foi, em 1956, o "Caso dos Chevrolets", em 1955, que teve seu desdobramento no "Caso dos caminhões da Força Pública", (a atual Polícia Militar), o qual o levou a exilar-se no Paraguai, na Bolívia e na Argentina por 6 meses e 25 dias, sendo que seu biográfo Carlos Laranjeira, em "Histórias do Adhemar", lembrou que foram também 6 meses e 25 dias que o maior adversário de Ademar, Jânio Quadros, permaneceu na presidência da república. Ademar logo voltou do exílio, dizendo que queria ser absolvido pelo povo nas urnas. Foi eleito prefeito do município de São Paulo em 1957.
O promotor do "Caso dos caminhões da Força Pública" foi o jurista Hélio Bicudo. Ademar foi defendido, no "Caso dos caminhões da Força Pública', pelos advogados Ataliba Nogueira e Esther de Figueiredo Ferraz, que se tornaria a primeira mulher a ocupar o cargo de ministro de estado no Brasil. Foi absolvido das acusações pelo Tribunal de Justiça de São Paulo por 16 votos contra 12. Ademar publicou na revista "O Mundo Ilustrado", em 1956, um relato das dificuldades que enfrentou neste seu segundo exílio. Entre outras dificuldades, Ademar, piloto, conta que voou sem auxílio de instrumentos, guiado só por mapas e que quando chegou ao Paraguai lhe informaram de um plano para assassiná-lo.
Outro caso famoso de suposta "negociata" muito comentado foi o "Caso da Urna Marajoara" do Museu Paulista.
Ademar gostava muito de eleição e disputava todas que podia, mesmo quando tinha poucas chances de ganhar. Foi alvo constante de caricaturistas e humoristas e do bom humor do povo, que chamava um pequeno túnel por ele construído, no centro da cidade de São Paulo, de o buraco do Ademar. A dupla caipira "Alvarenga e Ranchinho", parodiando um anúncio radiofônico do remédio Melhoral, cantava:
| “ | "Ademá, Ademá, é mió e num faz má". | ” |

Também provocava risos quando, já nos tempos do Palácio dos Bandeirantes, uma suposta amante telefonava para ele e Ademar atendia: "Como vai, Doutor Rui?… Um beijo, Dr. Rui!", segundo depoimento do jornalista Percival de Souza.
Estava sempre se revezando na prefeitura de São Paulo e no governo do estado de São Paulo com Jânio Quadros, seu eterno rival, e cuja política era sempre suspender suas obras. Curiosamente, ambos, Ademar e Jânio, eram adeptos da maçonaria, como se vê na lista de maçons famosos nos sítios da maçonaria brasileira. Ademar de Barros foi iniciado maçom, no dia 12 de dezembro de 1949, pela "Loja Guatimozin 66", conforme consta nas atas daquela loja. Na sua campanha presidencial de 1960, o arcebispo de Porto Alegre, D. Alfredo Vicente Scherer, fez campanha contra Ademar, pedindo aos católicos que não votassem em Ademar por este ser maçom.
A visão dos ademaristas sobre a ascensão do janismo na política paulista é explicada assim por um líder ademarista da região de Bauru:
| “ | O Brasil parou de se desenvolver quando deixaram de votar neste homem (Ademar) para votarem em Jânio Quadros! | ” |

A rivalidade entre o "ademarismo" e o "janismo" marcou época em São Paulo nas décadas de 1950 e 1960. Essa rivalidade e os comícios (meetings) pelo interior de São Paulo entraram para o folclore político do estado de São Paulo e do Brasil, e se tornaram acontecimentos inesquecíveis para os paulistas daquela época. Um caso ocorrido que ilustra essa rivalidade:
Num comício em Mogi-Guaçu, cidade a ser visitada por Ademar e Jânio em um intervalo de dois dias, o candidato do PSP, com adjetivos enfáticos e gestos agressivos começou a discursar: "Entre as várias obras que fiz em São Paulo está o hospital de loucos. Infelizmente, não foi possível internar todos. Um desses loucos havia escapado e fará comício nesta mesma praça amanhã." Para delírio do povo (ademarista), a gargalhada era geral. No dia seguinte, Jânio Quadros foi recepcionado na cidade. Um adepto janista relatou a ele tal acontecimento. No seu comício, deu o troco: "Quando fui governador de São Paulo, construí várias penitenciárias, mas não foi possível trancafiar todos os ladrões. Um escapou e fez um comício aqui mesmo nesta praça ontem."
Três outros exemplos deste folclore político:
1. Em um comício em Jaú, Ademar, batendo a mão no bolso, exclamou: "Neste bolso nunca entrou dinheiro do povo!" Alguém na multidão gritou em resposta, segundo depoimento de Paulo Silveira: "Está de calça nova, Doutor!"
2. Em São José dos Campos, segundo depoimento do Sr. Mário Carvalho de Araújo, Ademar não hesitou em descer do palanque, interrompendo seu comício, e se dirigir a um homem que estava encostado em uma árvore com um charuto e fumá-lo com o homem, deixando todos surpresos e rindo.
3. Em Penápolis, houve um acontecimento inusitado: sempre ligado ao social, Ademar escutou prostitutas, no palanque, em um comício, onde elas reclamaram de suas más condições de vida, segundo depoimento da moradora Luciana de Castro.

## O caso do cofre do Ademar
Mesmo depois de falecido, Ademar foi alvo de escândalo: em 18 de junho de 1969, membros do movimento guerrilheiro VAR-Palmares assaltaram, na cidade do Rio de Janeiro, um suposto cofre de Ademar, localizado na casa de sua ex-secretária Anna Gimel Benchimol Capriglione, que teria sido, segundo algumas versões, sua amante. O episódio ficou conhecido como o "Caso do Cofre do Ademar". O valor subtraído, que, segundo ex-membros da VAR-Palmares, contaram à Revista IstoÉ, foi de 2,596 milhões de dólares, equivalente em 2010, corrigido pela inflação da moeda americana, a 15,4 milhões de dólares. Anna Gimel, porém, declarou à polícia carioca que, no cofre, achavam-se apenas documentos. Em telegrama diplomático vazado dos Estados Unidos, o ex-embaixador John Danilovich afirma que Dilma Rousseff planejou o assalto.
Um dos filhos de Ademar, o então deputado federal Ademar de Barros Filho, declarou à revista Veja, em 1970, que Ademar passava por dificuldades financeiras, que não havia dinheiro algum no cofre, e que fora ele, Ademar Filho, quem pagara as despesas do translado dos restos mortais de Ademar, de Paris até São Paulo.

## Empresário
Foi proprietário da fábrica de chocolates Lacta, além de possuir interesses na área imobiliária, especialmente a Imobiliária Aricanduva. Foi responsável pelo loteamento, na capital paulista, que se tornou o Jardim Leonor, nome de sua esposa.
Ajudou a desenvolver parte do bairro do Morumbi, em São Paulo, na década de 1960, quando o governo do estado comprou o Palácio dos Bandeirantes e seu vice-governador Laudo Natel, então presidente do São Paulo Futebol Clube, construiu o Estádio do Morumbi. Na década de 1940, a construção do Estádio do Pacaembu por Ademar tinha dado também origem ao bairro homônimo.
Foi sócio da empresa "Divulgação Cinematográfica Bandeirantes" e da Rádio Bandeirantes, que mais tarde, dariam origem à Rede Bandeirantes de rádio e televisão, hoje presidida por seu neto, Johnny Saad, e que se localiza no bairro do Morumbi na capital paulista.
Foi presidente das Fábricas Redenção e Nossa Senhora Mãe dos Homens, proprietário de fazendas no interior do estado de São Paulo, da Fábrica de Produtos Químicos Vale do Paraíba, da Sociedade Extrativa de Taubaté, com plantação de cacau para a Lacta, e da Sociedade Extrativa Limitada de Itapeva.

### Lacta
A empresa Lacta, fabricante brasileira de chocolates, conhecida por marcas e produtos de sucesso, foi de propriedade de Ademar de Barros.
Após sua morte, a gestão da empresa passou a seu filho, o também político Ademar de Barros Filho. Em 1996, após brigas entre a família, a empresa foi vendida à Kraft Foods.

### Rádio Bandeirantes
Ademar de Barros foi o segundo proprietário da Rádio Bandeirantes, de São Paulo. A rádio foi fundada por Paulo Machado de Carvalho, e foi comprada posteriormente por Ademar. Mais tarde, Ademar venderia sua rádio ao genro, João Saad.

## Herdeiros políticos
Cientistas políticos não conseguem estabelecer claramente uma espécie de herdeiro político do ademarismo. O estilo de governo Paulo Maluf pode ter sido influenciado em alguns aspectos pelo estilo de Ademar, porém eles não foram aliados políticos. A carreira política de Maluf começou com sua nomeação para prefeito de São Paulo, justamente no dia do falecimento de Ademar: 12 de março de 1969.
O ademarismo continuou sendo uma grande força na política paulista, mesmo depois de extinto o PSP, sendo que, em 1972, 60% dos prefeitos eleitos naquele ano no estado de São Paulo eram oriundos do PSP.
Ademar de Barros Filho (1929-2014), o "Ademarzinho", seguiu carreira política e chegou a se eleger deputado federal várias vezes entre 1966 e 1994, e foi, também, secretário de estado, em São Paulo, na década de 1970. Os filhos de Ademar Filho o impediram de fazer empréstimos em dinheiro para as campanhas políticas.

## Biografia sumária
- Deputado estadual em São Paulo (1935–1937)
- Interventor federal em São Paulo (1938–1941)
- Governador de São Paulo (1947–1951 e 1963–1966)
- Prefeito de São Paulo (1957–1961)